# Citronellal
Citronellal is een monoterpeen en een aldehyde die als geurstof gebruikt wordt. Het bezit 1 stereogeen centrum.

## Natuurlijk voorkomen
Citronellal komt van nature voor in de etherische olie van onder meer citrusvruchten, citroengras, citroenmelisse en jeneverbes. Het is een hoofdbestanddeel van citronellaolie.

## Synthese
Citronellal kan bereid worden uit pineen. β-pineen wordt bij een temperatuur van 500°C omgezet naar myrceen via een pericyclische reactie. Myrceen reageert met di-ethylamine en n-butyllithium tot een chelaat, dat verder reageert tot N,N-di-ethylgeranylamine. Dit wordt katalytisch omgezet naar (3R)-1E-1-di-ethylamino-3,7-dimethyl-1,6-octadieen, wat gehydrolyseerd wordt tot R-citronellal.